# لائودیس پنجم
لائودیس پنجم (انگلیسی: Laodice V؛ – 150 bc) شاهزاده خانم امپراتوری سلوکی بود. او از طریق ازدواج با پرسئوس مقدونی پادشاه مقدونیه باستان ملکه دودمان آنتیگونی در مقدونیه (یونان) و احتمالاً بعدها از سلسله سلوکیان بود.
این احتمال وجود دارد که دیمتریوس یکم با خواهرش لائودیس پنجم ازدواج کرده باشد، اما این امر قطعی نیست.